# Platysporoides crandallii
Platysporoides crandallii är en svampart som beskrevs av Shoemaker & C.E. Babc. 1992. Platysporoides crandallii ingår i släktet Platysporoides och familjen Pleosporaceae.   Inga underarter finns listade i Catalogue of Life.